# Entrambasaguas
Entrambasaguas is een gemeente in de Spaanse provincie Cantabrië in de regio Cantabrië met een oppervlakte van 43 km². Entrambasaguas telt 4.943 inwoners (1 januari 2016).

## Demografische ontwikkeling
Bron: INE; 1857-2011: volkstellingen